# New Slaves
New Slaves è un brano musicale del rapper statunitense Kanye West, quarta traccia del suo sesto album in studio Yeezus. È la migliore traccia di Yeezus e assolutamente una mina, a detta di molti un classico del rap internazionale.

## Descrizione
Il brano, prodotto da Ben Bronfman (con produzioni aggiuntive di Mike Dean, Travis Scott, Noah Goldstein, Sham Joseph e Che Pope), presenta parti vocali di Frank Ocean, che aveva già precedentemente collaborato con West nell'album Watch the Throne. Il brano tratta vari argomenti, tra cui: la schiavitù, la segregazione razziale, così come il razzismo in generale ed il materialismo.
Nonostante non sia stato mai pubblicato come singolo, il brano riscosse un enorme successo, entrando nelle classifiche di vari paesi durante il 2013, tra cui: Canada, Francia, Regno Unito e Stati Uniti. Inoltre, ha ricevuto una candidatura al Grammy Award alla miglior canzone rap ai Grammy Awards 2014.

## Esibizioni dal vivo
Il brano venne eseguito in live per la prima volta 18 maggio 2013, insieme al brano Black Skinhead, al Saturday Night Live.

## Controversie legali
Nel 2016 Gábor Presser, autore del brano "Gyöngyhajú lány", ha affermato che Kanye West gli chiese di poter usare il proprio brano per l'outro di New Slaves, dandogli anche un assegno di 10.000 dollari, in vista di un accordo futuro. Nonostante ciò, l'assegno non fu mai pagato. Presser ha quindi in seguito intentato una causa legale contro West, chiedendo un risarcimento di 2.5 milioni di dollari. In seguito ad una serie di trattative durante tutto il 2016 tra Presser e West, il giudice Lewis A. Kaplan dell'US Southern District of New York ha respinto il tentativo di West di rimandare la causa fino al mese di dicembre. Due giorni prima che West stava per essere depositato dal caso, le parti sono riuscite a raggiungere un accordo stragiudiziale in data 20 marzo 2017. Tuttavia non sono stati resi noti i dettagli dell'accordo stipulato.

## Classifiche
| Classifica (2013)         | Posizione massima |
| ------------------------- | ----------------- |
| Canada                    | 99                |
| Francia                   | 152               |
| Regno Unito               | 97                |
| Regno Unito (R&B)         | 20                |
| Stati Uniti               | 56                |
| Stati Uniti (R&B/hip-hop) | 17                |